# Jean de Segonzac
Jean de Segonzac, a veces acreditado como Jean DeSegonzac (Nueva York, 1949 - ), es un director, director de fotografía, guionista y realizador de televisión estadounidense, que ha sobresalido especialmente en el campo de las series televisivas de tema criminal y el género documental. La mayor parte de su trabajo posee una orientación social y comprometida muy acusada, en el crudo estilo del cinéma vérité.

## Biografía
El menor de cuatro hermanos, su padre, Adalbert de Bardon de Segonzac (1912-2001), fue piloto en la II Guerra Mundial y periodista corresponsal en Washington de France Soir durante veinte años, además de expresidente de la Asociación de la Prensa Extranjera y amigo personal del presidente John Fitzgerald Kennedy. Su hijo Jean de Segonzac se graduó de la Escuela de Diseño de Rhode Island en 1975. 
Empezó en el género del documental, en el que incluso fue nominado a un Premio de la Academia. Fue alabada su labor cómo director de fotografía y su esfuerzo por rodar cinema verité. Fue finalista de los Premios del Círculo de Críticos de Cine de Nueva York en 1992 por Laws of Gravity, que recibió además otros galardones. En 1994 formó parte del equipo que ganó un premio Peabody por el documental Road Scholar. Y ganó el premio Western Heritage de 2004 por el drama televisivo Peacemakers (2003).
Desde 1993 su trabajo se orientó a filmar sobre todo series de televisión de tema criminal y legal:  Homicide: Life on the Street, Oz, Brooklyn South, Law & Order, Law & Order: Special Victims Unit y Law & Order: Criminal Intent. También trabajó con Michael Moore en TV Nation, que ganó un premio Emmy. Con Barry Levinson, se le atribuye haber creado el "fluido y suelto estilo visual" de Homicide: Life on the Street que recuerda al documentalismo costumbrista Hill Street Blues. El crítico Matt Zoller Seitz, de hecho, calificó el piloto de esta serie como uno de los diez mejores de todos los tiempos. 
De Segonzac hizo su debut en la pantalla grande con Mimic 2 (2001). Su segunda película fue Código 11-14 (2003), muy alabada por la crítica; la tercera fue el thriller de ciencia ficción de bajo presupuesto Lost City Raiders (2008).
En 2011 codirigió el serial televisivo Lights Out en la cadena de cable FX; pero sobre todo es recordado por su gran contribución a Ley y orden: Unidad de víctimas especiales, cuyo episodio piloto dirigió en 1999; en octubre de 2012, todavía dirigía el episodio número 300, siendo uno de los realizadores más frecuentes en esta serie.